# لنسنغ ليتوني
لنسنغ ليتوني (الاسم العلمي:Poiana leightoni) (بالإنجليزية: Leighton’s Linsang)‏ هو نوع من الثدييات يتبع جنس اللنسنغ البوياني من الفصيلة الزبادية.